# Yehuda Bauer
Yehuda Bauer (Praga, 6 aprile 1926 – Gerusalemme, 18 ottobre 2024) è stato uno storico israeliano e studioso dell'Olocausto.
Fu professore di Studi sull'Olocausto nell'Avraham Harman Institute of Contemporary Jewry presso l'Università Ebraica di Gerusalemme.

## Biografia
Come cittadino nativo di Praga, in Repubblica Ceca, Bauer parlava correntemente ceco, slovacco e tedesco fin dalla tenera età, in seguito imparò l'ebraico, lo yiddish, l'inglese, il francese e il polacco. Suo padre aveva forti convinzioni sioniste e durante gli anni '30 cercò di raccogliere fondi per trasferire la sua famiglia nel Mandato britannico della Palestina. Il giorno in cui la Germania nazista occupò l'allora Cecoslovacchia, il 15 marzo 1939, la famiglia emigrò in Palestina, sfuggendo ai funzionari nazisti, riuscendo a superare il confine con la Polonia in treno e quindi lasciare l'Europa attraverso la Romania.
Bauer ha frequentato il liceo ad Haifa e a sedici anni, ispirato dalla sua insegnante di storia, Rachel Krulik, ha deciso di dedicarsi allo studio della storia. Dopo aver completato il liceo, si è unito al Palmach. Ha frequentato l'Università di Cardiff in Galles con una borsa di studio britannica, interrompendo gli studi per combattere nella guerra arabo-israeliana del 1948, dopodiché si è laureato. È tornato in Israele per unirsi al Kibbutz Shoval e ha iniziato il suo lavoro di laurea in storia presso l'Università Ebraica. Ha conseguito il dottorato nel 1960 con una tesi sul mandato britannico della Palestina. L'anno successivo, ha iniziato a insegnare presso il Contemporary Jewry Institute dell'Università ebraica.
Ha fatto parte del comitato centrale del Mapam, all'epoca partito alleato minoritario del Mapai (Partito laburista israeliano) al governo israeliano, ed è stato professore presso la Brandeis University, la Yale University, il Richard Stockton College e la Clark University. È stato il fondatore della rivista Holocaust and Genocide Studies e ha fatto parte del comitato editoriale dell'Encyclopaedia of the Holocaust, pubblicata da Yad Vashem nel 1990.

## Premi e riconoscimenti
Bauer ha ricevuto diversi riconoscimenti per il suo lavoro nel campo degli studi sull'Olocausto e la prevenzione del genocidio.
- Nel 1998, è stato insignito del Premio Israele, per la "storia del popolo ebraico",[5] principalmente in relazione ai suoi studi sull'Olocausto.
- Nel 2001, è stato eletto membro dell'Accademia israeliana delle scienze e delle lettere.
- Nel 2008, ha ricevuto il premio Yakir Yerushalayim (Degno cittadino di Gerusalemme) dalla città di Gerusalemme.[6]

Inoltre, attualmente è consulente accademico di Yad Vashem, consulente accademico della Task Force for International Cooperation on Holocaust Education, Remembrance, and Research e consigliere del governo svedese per il Forum internazionale sulla prevenzione del genocidio.

## Opinioni

### Olocausto
Bauer è specializzato sui temi dell'Olocausto, dell'antisemitismo (una parola, sostiene, che dovrebbe essere scritta senza sillabare) e del movimento di resistenza ebraica durante l'Olocausto, e ha sostenuto una definizione più ampia del termine. Secondo Bauer, la resistenza ai nazisti comprendeva non solo l'opposizione fisica, ma qualsiasi attività che desse al popolo ebraico dignità e umanità, viste le condizioni umilianti e disumane in cui erano costretti. Inoltre, Bauer ha contestato l'opinione popolare secondo cui la maggior parte degli ebrei è andata incontro alla morte passivamente "come pecore al macello". Sostiene che, date le condizioni in cui si trovavano a dover resistere gli ebrei dell'Europa orientale, ciò che sorprende non è la poca resistenza che ci fosse stata, ma piuttosto l'esatto contrario.
Bauer è anche noto per aver difeso Rudolf Kasztner e il Comitato per gli aiuti e il salvataggio, criticati per non aver pubblicizzato il Rapporto Vrba-Wetzler che documentava la deportazione degli ebrei ungheresi ad Auschwitz. Secondo Bauer, le particolari condizioni del momento hanno impedito a Kastner e ad altri leader ebrei di divulgare ciò che sapevano e hanno impedito agli ebrei di fuggire.

### L'inizio dell'Olocausto
Per quanto riguarda il dibattito storiografico sulle origini dell'Olocausto, ovvero funzionalismo contro intenzionalismo, Bauer è stato inizialmente intenzionalista per arrivare poi ad essere il principale fautore di una sintesi delle due scuole. Bauer sostiene che, sulla base del memorandum di Heinrich Himmler del 25 maggio 1940 ad Adolf Hitler sulla "Soluzione finale della questione ebraica", in cui Himmler afferma il suo rifiuto del "metodo bolscevico di annientamento fisico di un popolo senza convinzione interna come antitedesca e impossibile", e prosegue raccomandando il Piano Madagascar come l'auspicata "soluzione territoriale" della "questione ebraica", si dimostra che non c'era un piano per il genocidio che risalisse ai tempi in cui Hitler scrisse il Mein Kampf. Comunque, Bauer contesta gli storici funzionalisti, come Hans Mommsen, i quali sostengono che la guida dell'Olocausto fu mantenuta interamente da funzionari di livello inferiore con scarso coinvolgimento da parte della leadership di Berlino.
Bauer crede che Hitler fosse la figura chiave che ha causato l'Olocausto, e che a un certo punto nella seconda metà del 1941, diede una serie di ordini in cui si chiedeva il genocidio dell'intera popolazione ebraica. Bauer ha indicato la scoperta di una voce nel taccuino di Himmler datato 18 dicembre 1941, in cui lo stesso Himmler scrisse la domanda "Cosa fare degli ebrei di Russia?" E secondo lo stesso taccuino, la risposta di Hitler alla domanda fu "Sterminali come partigiani". Dal punto di vista di Bauer, questo ordine è storicamente il più vicino possibile ad un ordine definitivo di Hitler per dare il via all'Olocausto. Bauer crede che, più o meno nello stesso periodo, Hitler abbia dato ulteriori ordini verbali per l'Olocausto, ma, sfortunatamente per gli storici, nessuno si è preso la briga di scriverli. Quella che i nazisti chiamavano la "soluzione finale della questione ebraica" fu formalizzata nella Conferenza di Wannsee il 20 gennaio 1942.

### L'Olocausto non è stato solo un altro genocidio
Bauer ha spesso criticato quelle che considera tendenze deleterie nello scrivere sull'Olocausto. Ha spesso fatto eccezione a coloro che sostengono che l'Olocausto sia stato solo un altro genocidio. Sebbene sia d'accordo sul fatto che ci sono stati altri genocidi nella storia che hanno preso di mira gruppi diversi dagli ebrei, sostiene che l'Olocausto è stato il peggior singolo caso di genocidio nella storia, in cui ogni membro di una nazione è stato selezionato per l'annientamento, e che quindi occupa un posto speciale nella storia umana.
Queste opinioni hanno provocato scontri tra Bauer e lo storico americano Henry Friedlander che sostiene che i rom e i disabili furono vittime dell'Olocausto tanto quanto lo furono gli ebrei. Tuttavia, Bauer ha detto che i rom sono stati oggetto di genocidio (ma non "l'Olocausto") e ha sostenuto le richieste di risarcimento dei rom dalla Germania.

### L'Olocausto come esperienza mistica
Un'altra tendenza che Bauer ha denunciato, è la rappresentazione dell'Olocausto come un'esperienza mistica al di fuori del normale raggio della comprensione umana. Si è opposto al lavoro di alcuni rabbini e teologi ortodossi, i quali affermano che l'Olocausto fosse opera di Dio e parte di un misterioso piano generale per il popolo ebraico. Secondo Bauer, coloro che cercano di promuovere questa linea di pensiero sostengono che Dio è giusto e buono, mentre contemporaneamente permette l'Olocausto sul popolo ebraico. Bauer ha affermato che un Dio che infligge la Shoah al suo popolo eletto non è né buono né giusto. Inoltre, Bauer ha sostenuto che questa linea di ragionamento deruba Adolf Hitler del suo male: se Hitler stava solo adempiendo la volontà di Dio riguardo agli ebrei, allora era semplicemente uno strumento dell'ira divina e non ha scelto di essere malvagio.

### Criticare l'antisemitismo "eliminazionista" di Goldhagen
Bauer ha criticato il lavoro del politologo americano Daniel Goldhagen, il quale scrive che l'Olocausto è stato il risultato della presunta unica cultura antisemita "eliminazionista" dei tedeschi. Ha accusato Goldhagen di razzismo germanofobo e di selezionare solo quelle prove favorevoli alla sua tesi. Ad esempio, Bauer ha scritto che, secondo il censimento tedesco del 1931, circa 50.000 ebrei tedeschi vivevano in matrimoni misti con cristiani, dando alla Germania uno dei più alti tassi di matrimoni misti nel mondo in quel momento. Secondo Bauer, se il tedesco medio fosse stato pieno di micidiale antisemitismo "eliminazionista", come sostiene Goldhagen, ci sarebbero stati, di conseguenza, meno matrimoni misti. A sua volta, Goldhagen ha accusato Bauer di non comprendere adeguatamente i suoi argomenti, e di essere geloso di ciò che Goldhagen considera come la scoperta della "chiave" che spiega l'intero Olocausto.

### Conquista di Canaan
In riferimento alla conquista di Canaan da parte degli antichi israeliti, che portò al massacro degli Amaleciti e dei Madianiti, lo storico del genocidio Adam Jones ha citato Bauer: "Come ebreo, devo convivere con il fatto che la civiltà che ho ereditato [...] racchiude l'appello al genocidio nel suo canone".

### Purim
Il professor Bauer è stato relatore in primo piano al Global Forum to Combat Antisemitism 2013, un importante evento internazionale a Gerusalemme organizzato dal ministero degli Esteri israeliano. Ha affermato che molte nazioni hanno miti simili a Purim.

### Possibilità di genocidio in Palestina-Israele
Parlando a un gruppo di visitatori in Israele nel 2003, Bauer ha dichiarato che "Quello che abbiamo qui tra israeliani e palestinesi è un conflitto armato - se una parte diventa più forte c'è una possibilità di genocidio". Quando uno dei visitatori ha chiesto: "Devo capire che pensi che Israele potrebbe commettere un genocidio sul popolo palestinese?", Bauer ha risposto "Sì" e ha aggiunto: "Solo due giorni fa, i coloni estremisti hanno distribuito volantini per liberare gli arabi da questa terra. La pulizia etnica si traduce in massacri". Bauer ha anche notato che i sondaggi d'opinione mostrano che un'alta percentuale di palestinesi vuole sbarazzarsi degli ebrei.

### È possibile che gli ebrei siano stati salvati dall'America?
Nel gennaio 2012, l'articolo di Bauer sull'Israel Journal of Foreign Affairs intitolato "The Holocaust, America and American Jewry" ha provocato un aspro dibattito tra lui, Rafael Medoff (Wyman Institute) e Alexander J. Groth (University of California, Davis), su ciò che il governo degli Stati Uniti e gli ebrei d'America avrebbero potuto e non avrebbero potuto fare per salvare gli ebrei d'Europa.
A Yad Vashem, il professor Bauer ha dichiarato che Hillel Kook (alias Peter Bergson), fondatore e direttore di Emergency Committee for the Rescue of European Jewry (Comitato di emergenza per il salvataggio degli ebrei europei, alias Bergson Group) con sede a New York, non ha salvato nessuno.

### Relazioni ebraico-cristiane
Riguardo al pellegrinaggio di Papa Benedetto XVI in Israele e Giordania, Bauer ha sostenuto che il Papa aveva buone intenzioni, anche se ha cercato di camminare sul filo del rasoio con da un lato l'inimicizia arabo-palestinese-musulmana e palestinese-cristiana verso Israele e gli ebrei, mentre dall'altro il trauma collettivo degli ebrei, in Israele e altrove, riguardo all'Olocausto.

## Opere pubblicate

### Come autore
- The initial organization of the Holocaust survivors in Bavaria, Jerusalem: Yad Vashem, 1970
- From diplomacy to Resistance: A history of Jewish Palestine. Philadelphia: Jewish Publication Society of America, 1970. Translated from Hebrew by Alton M. Winters.
- Flight and rescue: Brichah. New York: Random House, c1970
- They chose life: Jewish resistance in the Holocaust. New York: The American Jewish Committee, c1973
- Rescue operations through Vilna, Jerusalem: Yad Vashem, 1973
- My brother's keeper: A history of the American Jewish Joint Distribution Committee. Philadelphia: The Jewish Publication Society of America, c1974
- The Holocaust and the struggle of the Yishuv as factors in the establishment of the State of Israel. [Jerusalem]: [Yad Vashem 1976]
- Trends in Holocaust research, Jerusalem: Yad Vashem, 1977
- The Holocaust in historical perspective. Seattle: University of Washington Press, c1978
- The Judenraete: some conclusions. [Jerusalem]: [Yad Vashem, 1979]
- The Jewish emergence from powerlessness. Toronto: University of Toronto Press, c1979
- The Holocaust as historical experience: Essays and a discussion, New York: Holmes & Meier, c1981
- American Jewry and the Holocaust. The American Jewish Joint Distribution Committee,. Detroit: Wayne State University Press, 1981 ISBN 0-8143-1672-7
- Jewish foreign policy during the Holocaust. New York: 1984
- Jewish survivors in DP camps and She'erith Hapletah, Jerusalem: Yad Vashem, 1984
- Antisemitism today: Myth and reality. Jerusalem: Hebrew University. Institute of Contemporary Jewry, 1985
- Antisemitism in Western Europe. 1988
- ed., Present-day Antisemitism: Proceedings of the Eighth International Seminar of the Study Circle on World Jewry under the auspices of the President of Israel, Chaim Herzog, Jerusalem 29–31 December 1985. Jerusalem: The Vidal Sassoon International Center for the Study of Antisemitism, The Hebrew University, 1988
- Out of the ashes: The impact of American Jews on post-Holocaust European Jewry. Oxford: Pergamon Press, c1989
- The mission of Joel Brand. 1989
- ed., Remembering for the future: Working papers and addenda. Oxford: Pergamon Press,c1989
- Jewish reactions to the Holocaust. Tel-Aviv: MOD Books, c1989
- Résistance et passivité juive face à l'Holocauste. 1989
- Out of the Ashes. Oxford, Pergamon Press, 1989
- Antisemitism and anti-Zionism—New and old. 1990
- World War II. 1990
- Is the Holocaust explicable? 1990
- La place d'Auschwitz dans la Shoah. 1990
- The Brichah: Jerusalem: Yad Vashem, 1990
- The Holocaust, religion and Jewish history. 1991
- Who was responsible and when? Some well-known documents revisited. 1991
- Holocaust and genocide. Some comparisons. 1991
- The tragedy of the Slovak Jews within the framework of Nazi policy towards the Jews in general. 1992
- Vom christlichen Judenhass zum modernen Antisemitismus—Ein Erklaerungsversuch. 1992
- On the applicability of definitions—Anti-Semitism in present-day Europe. 1993
- Antisemitism as a European and world problem. 1993
- The Wannsee "Conference" and its significance for the "Final Solution". 1993
- Antisemitism in the 1990s. 1993
- The significance of the Final Solution. 1994
- Jews for sale? Nazi-Jewish negotiations, 1933-1945. New Haven: Yale University Press, October 1994
- The Impact of the Holocaust. Thousand Oaks, CA: Sage, 1996
- A history of the Holocaust. New York: Franklin Watts, c1982, 2001
- Rethinking the Holocaust. Haven, Yale University. 2001
- The Jews - A Contrary People. LIT Verlag, 2014, ISBN 978-3-643-90501-7

### Come autore di capitolo
- "Gypsies", in Yisrael Gutman and Michael Berenbaum, eds., Anatomy of the Auschwitz death camp, Bloomington: Indiana University Press, in association with the United States Holocaust Memorial Museum, Washington, D.C. c1994. ISBN 0-253-32684-2

### Atti delle conferenze
- Menachem Z. Rosensaft and Yehuda Bauer (eds.), Antisemitism: threat to Western civilization. Jerusalem: Vidal Sassoon International Center for the Study of Antisemitism, The Hebrew University of Jerusalem, 1989. ISBN 965-222-126-0. (Papers based on a conference held at the New York University School of Law, 27 October 1985).
- Yehuda Bauer (ed.), The danger of Antisemitism in Central and Eastern Europe in the wake of 1989-1990. Jerusalem: The Vidal Sassoon International Center for the Study of Antisemitism, The Hebrew University of Jerusalem: c1991. ISBN 965-222-242-9 (Based on a conference held October 28–29, 1990, in Jerusalem)